# Mjösjön (Hajoms socken, Västergötland)
Mjösjön är en sjö i Marks kommun i Västergötland och ingår i Viskans huvudavrinningsområde.